# Netherlands Bach Collegium
Netherlands Bach Collegium es una agrupación instrumental barroca con sede en los Países Bajos. Está dirigida por Pieter Jan Leusink. Son conocidos por su serie de las cantatas completas con el sello discográfico Brilliant Classics, una grabación de las cantatas religiosas completas de Johann Sebastian Bach.

## Historia
La agrupación fue fundada en 1994 por el director de orquesta neerlandés Pieter Jan Leusink con el nombre de Netherlands Bach Collegium y sigue siendo dirigida por él. Durante sus primeros años el conjunto actuó con el Holland Boys Choir, un coro de niños aficionados también creado por Leusink en 1984. Leusink grabó todas las cantatas sacras de Bach con la orquesta y este coro de niños entre 1999 y 2000. En 1995 Leusink creó un coro mixto de adultos llamado el Coro Bach de los Países Bajos (The Bach Choir of the Netherlands). En 2006 integró la orquesta y este coro profesional para constituir el Coro y Orquesta Bach de los Países Bajos (The Bach Choir and Orchestra of the Netherlands).
Bajo la batuta de Pieter Jan Leusink, el conjunto ha realizado numerosas grabaciones. Los muchos años de experiencia de los músicos involucrados en la práctica de conciertos y grabaciones en el campo de la música barroca, especialmente en lo que respecta a las composiciones de J. S. Bach, aseguran una interpretación distintiva caracterizada por un alto grado de autenticidad.

### Cantatas de Bach
La grabación de todas las cantatas sacras de Johann Sebastian Bach por el Netherlands Bach Collegium junto con el Holland Boys Choir durante quince meses, entre 1999 y 2000, bajo la batuta de Pieter Jan Leusink, para el sello Brilliant Classics, con instrumentos de época, representó una nueva calidad en la trayectoria de la agrupación. "El ensamble, casi todo neerlandés, logra hacer que las cantatas resulten "llenas de un resplandor inquietante" y de "momentos luminosos" [...]".
En los Países Bajos, el proyecto había suscitado feroces críticas por un trabajo de calidad inferior y precipitado y un comercialismo apenas superable en el ámbito de la música. Otros críticos acusaron a Leusink de sobrecargar sistemáticamente el coro de niños aficionados. Las cajas de CD de esta grabación se distribuyeron inicialmente a través de una red de farmacias. El lanzamiento de las primeras cajas provocó que las críticas, sobre todo del extranjero, fueran cada vez más favorables.